# Meseret Mengistu
Meseret Mengistu (née le 6 mars 1990) est une athlète éthiopienne, spécialiste des courses de fond.

## Biographie
Elle se révèle en 2010 en remportant la médaille d'argent par équipes des championnats du monde de semi-marathon, à Nanning en Chine, en compagnie de ses compatriotes Dire Tune et Feyse Tadese, après s'être classée sixième de l'épreuve individuelle.
En avril 2015, elle remporte le Marathon de Paris dans le temps de 2 h 23 min 26 s, améliorant de près de six minutes son précédent record établi à Pyongyang en 2013.

### Palmarès
| Date | Compétition                            | Lieu    | Résultat | Épreuve     | Performance     |
| ---- | -------------------------------------- | ------- | -------- | ----------- | --------------- |
| 2010 | Championnats du monde de semi-marathon | Nanning | 6e       | Individuel  | 1 h 9 min 31 s  |
| 2010 | Championnats du monde de semi-marathon | Nanning | 2e       | Par équipes |                 |
| 2015 | Marathon de Paris                      | Paris   | 1re      | Marathon    | 2 h 23 min 26 s |

### Records
| Épreuve  | Performance     | Lieu  | Date          |
| -------- | --------------- | ----- | ------------- |
| Marathon | 2 h 23 min 26 s | Paris | 12 avril 2015 |